# 중소기업연수원
중소기업연수원(中小企業硏修院, Small Business Training Institute ; SBTI)은 대한민국의 산업계와 세계의 중심에서 당당하게 우뚝 설 수 있는 창의적이고 실력 있는 중소기업 인력 양성을 위해 설립된 대한민국 중소벤처기업부 산하 중소기업진흥공단 부설 연수기관이다. 경기도 안산시 단원구 연수원로 87 (원곡동 931)에 위치하고 있다.

## 연혁
- 1978년 12월 중소기업진흥법 제정·공포
- 1979년 1월 중소기업진흥공단 설립
- 1979년 5월 중소기업진흥공단 설립계획 승인 (상공부)
- 1982년 10월 중소기업연수원 개원
- 1996년 4월 중소기업기술센터 개원
- 2001년 9월 중소기업호남연수원 개원
- 2003년 11월 중소기업대구경북연수원 개원
- 2004년 10월 중소기업부산경남연수원 개원

## 조직

### 중소기업연수원장
- 연수기획처
- 연수운영처

## 소속기관

### 중소기업호남연수원
- 연수운영팀
- 교수실

### 중소기업대구경북연수원
- 연수운영팀
- 교수실

### 중소기업부산경남연수원
- 연수운영팀
- 교수실